# A Ferencvárosi TC 1947–1948-as szezonja
A Ferencvárosi TC 1947–1948-as szezonja szócikk a Ferencvárosi TC első számú férfi labdarúgócsapatának egy szezonjáról szól, mely összességében és sorozatban is a 45. idénye volt a csapatnak a magyar első osztályban. A klub fennállásának ekkor volt a 49. évfordulója.

## Mérkőzések
| Színmagyarázat | Színmagyarázat |
| -------------- | -------------- |
|                | Győzelem.      |
|                | Döntetlen.     |
|                | Vereség.       |

### NB 1 1947–48

#### Őszi fordulók
| 1. forduló 1947. augusztus 24. |

| Ferencváros | 0 – 3               | Szegedi AK                |
| ----------- | ------------------- | ------------------------- |
|             | (0 – 0) Jegyzőkönyv | Ladányi 60' 79' Vörös 85' |

| Üllői út, Budapest Nézőszám: 20 000 Játékvezető: Leiner Imre (magyar) |

| 2. forduló 1947. augusztus 30. |

| Győri ETO          | 3 – 1               | Ferencváros |
| ------------------ | ------------------- | ----------- |
| Kovács 56' 67' 90' | (0 – 0) Jegyzőkönyv | Sárosi 76'  |

| Győr Nézőszám: 6 000 Játékvezető: Molnár István (magyar) |

| 3. forduló 1947. szeptember 7. |

| Ferencváros                      | 5 – 1               | Szentlőrinci AC |
| -------------------------------- | ------------------- | --------------- |
| Deák 40' 80' 84' 87' Horváth 65' | (1 – 1) Jegyzőkönyv | Streliczky 27'  |

| Üllői út, Budapest Nézőszám: 10 000 Játékvezető: Kamarás Árpád (magyar) |

| 4. forduló 1947. szeptember 21. |

| Ferencváros                            | 5 – 3               | EMTK                        |
| -------------------------------------- | ------------------- | --------------------------- |
| Szabó 10' 13' Deák 16' 70' Horváth 52' | (3 – 2) Jegyzőkönyv | Kisuczky 30' 69' Bihari 33' |

| Üllői út, Budapest Nézőszám: 16 000 Játékvezető: Boros Géza (magyar) |

| 5. forduló 1947. szeptember 28. |

| MATEOSZ MSE | 0 – 1               | Ferencváros |
| ----------- | ------------------- | ----------- |
|             | (0 – 0) Jegyzőkönyv | Deák 49'    |

| Sport utcai stadion, Budapest Nézőszám: 12 000 Játékvezető: Palásti Ferenc (magyar) |

| 6. forduló 1947. október 1. |

| Szombathelyi VSE | 1 – 1               | Ferencváros |
| ---------------- | ------------------- | ----------- |
| Zámbó 84'        | (0 – 1) Jegyzőkönyv | Hernádi 21' |

| Rohonci úti stadion, Szombathely Nézőszám: 6 000 Játékvezető: Várszegi Rezső (magyar) |

| 7. forduló 1947. október 5. |

| Ferencváros        | 2 – 0               | Elektromos FC |
| ------------------ | ------------------- | ------------- |
| Deák 36' Rudas 88' | (1 – 0) Jegyzőkönyv |               |

| Üllői út, Budapest Nézőszám: 22 000 Játékvezető: Bánkuti Andor (magyar) |

| 8. forduló 1947. október 19. |

| Újpest                                 | 5 – 1               | Ferencváros |
| -------------------------------------- | ------------------- | ----------- |
| Bódis 3' 76' 81' Szusza 61' Egresi 87' | (1 – 1) Jegyzőkönyv | Deák 30'    |

| Megyeri út, Újpest Nézőszám: 31 000 Játékvezető: Molnár Imre (magyar) |

| 9. forduló 1947. október 26. |

| Ferencváros | 1 – 1               | Csepeli Munkás |
| ----------- | ------------------- | -------------- |
| Horváth 66' | (0 – 0) Jegyzőkönyv | Szentesi 76'   |

| Üllői út, Budapest Nézőszám: 8 000 Játékvezető: Dorogi Andor (magyar) |

| 10. forduló 1947. november 12. |

| Ferencváros                          | 4 – 2               | Debreceni VSC                       |
| ------------------------------------ | ------------------- | ----------------------------------- |
| Horváth 47' Deák 58' 66' Korányi 74' | (0 – 2) Jegyzőkönyv | Szabó I 25' Komlóssy 33' Teleki 53′ |

| Üllői út, Budapest Nézőszám: 4 000 Játékvezető: Virágh Ferenc (magyar) |

- Elhalasztott mérkőzés.

| 12. forduló 1947. november 9. |

| Ferencváros                        | 4 – 1               | MOGÜRT      |
| ---------------------------------- | ------------------- | ----------- |
| Deák 6' 8' Korányi 63' Horváth 84' | (2 – 1) Jegyzőkönyv | Verebes 30' |

| Üllői út, Budapest Nézőszám: 12 000 Játékvezető: Bánkuti Andor (magyar) |

| 13. forduló 1947. november 15. |

| Szolnoki MÁV   | 1 – 3               | Ferencváros                  |
| -------------- | ------------------- | ---------------------------- |
| Horváth II 61' | (0 – 2) Jegyzőkönyv | Szabó 3' Kocsis 36' Deák 88' |

| Hungária körút, Budapest Nézőszám: 5 000 Játékvezető: Kamarás Árpád (magyar) |

| 14. forduló 1947. november 23. |

| Ferencváros | 1 – 0               | Salgótarjáni BTC |
| ----------- | ------------------- | ---------------- |
| Deák 77'    | (0 – 0) Jegyzőkönyv |                  |

| Üllői út, Budapest Nézőszám: 12 000 Játékvezető: Molnár Imre (magyar) |

| 15. forduló 1947. november 30. |

| Kispesti AC              | 1 – 4               | Ferencváros                             |
| ------------------------ | ------------------- | --------------------------------------- |
| Puskás 64' Babolcsay 68′ | (0 – 2) Jegyzőkönyv | Kocsis 41' Deák 43' 48' 82' Hernádi 76′ |

| Üllői út, Budapest Nézőszám: 12 000 Játékvezető: Dorogi Andor (magyar) |

| 16. forduló 1947. december 7. |

| Ferencváros | 1 – 0               | MTK |
| ----------- | ------------------- | --- |
| Deák 34'    | (1 – 0) Jegyzőkönyv |     |

| Üllői út, Budapest Nézőszám: 38 000 Játékvezető: Kamarás Árpád (magyar) |

| 17. forduló 1947. december 14. |

| Vasas         | 1 – 1               | Ferencváros        |
| ------------- | ------------------- | ------------------ |
| Devecseri 27' | (1 – 0) Jegyzőkönyv | Lóránt 73' (öngól) |

| Budapest Nézőszám: 18 000 Játékvezető: Dorogi Andor (magyar) |

#### Tavaszi fordulók
| 18. forduló 1948. február 15. |

| Ferencváros                  | 2 – 0               | Újpest |
| ---------------------------- | ------------------- | ------ |
| Sárosi 33' Tamás 86' (öngól) | (1 – 0) Jegyzőkönyv |        |

| Üllői út, Budapest Nézőszám: 36 000 Játékvezető: Molnár Imre (magyar) |

| 19. forduló 1948. február 22. |

| Elektromos FC    | 2 – 4               | Ferencváros                 |
| ---------------- | ------------------- | --------------------------- |
| Csepregi 23' 27' | (2 – 1) Jegyzőkönyv | Deák 41' 50' Sárosi 69' 81' |

| Budapest Nézőszám: 8 000 Játékvezető: Várszegi Rezső (magyar) |

| 20. forduló 1948. február 29. |

| Ferencváros          | 2 – 0               | MATEOSZ MSE |
| -------------------- | ------------------- | ----------- |
| Deák 14' Gyetvai 51' | (1 – 0) Jegyzőkönyv |             |

| Üllői út, Budapest Nézőszám: 15 000 Játékvezető: Palásti Ferenc (magyar) |

| 21. forduló 1948. március 7. |

| EMTK                 | 2 – 2               | Ferencváros       |
| -------------------- | ------------------- | ----------------- |
| Gazsó 41' Bihari 59' | (1 – 2) Jegyzőkönyv | Szabó 7' Deák 33' |

| Budapest Nézőszám: 7 000 Játékvezető: Dorogi Andor (magyar) |

| 22. forduló 1948. március 14. |

| Szentlőrinci AC | 1 – 3               | Ferencváros             |
| --------------- | ------------------- | ----------------------- |
| Ulicska 1'      | (1 – 1) Jegyzőkönyv | Deák 3' 61' Surányi 59' |

| Üllői út, Budapest Nézőszám: 7 000 Játékvezető: Temesi Lajos (magyar) |

| 23. forduló 1948. május 27. |

| Szegedi AK | 0 – 2               | Ferencváros  |
| ---------- | ------------------- | ------------ |
|            | (0 – 0) Jegyzőkönyv | Deák 51' 85' |

| Szeged Nézőszám: 10 000 Játékvezető: Barna Béla (magyar) |

- Elhalasztott mérkőzés.

| 24. forduló 1948. március 21. |

| Ferencváros                       | 4 – 1               | Győri ETO        |
| --------------------------------- | ------------------- | ---------------- |
| Sárosi 37' Rudas 60' Deák 74' 83' | (1 – 1) Jegyzőkönyv | Nyíregyházky 25' |

| Üllői út, Budapest Nézőszám: 20 000 Játékvezető: Dankó György (magyar) |

| 25. forduló 1948. április 3. |

| Ferencváros                            | 5 – 0               | Szombathelyi VSE |
| -------------------------------------- | ------------------- | ---------------- |
| Kocsis 3' Deák 23' 52' Surányi 36' 62' | (3 – 0) Jegyzőkönyv |                  |

| Üllői út, Budapest Nézőszám: 20 000 Játékvezető: Kern Imre (magyar) |

| 26. forduló 1948. április 11. |

| Debreceni VSC | 1 – 2               | Ferencváros          |
| ------------- | ------------------- | -------------------- |
| Vihar 23'     | (1 – 1) Jegyzőkönyv | Rudas 9' Surányi 79' |

| Debrecen Nézőszám: 8 000 Játékvezető: Molnár Imre (magyar) |

| 27. forduló 1948. április 18. |

| Ferencváros        | 2 – 0               | Vasas |
| ------------------ | ------------------- | ----- |
| Szabó 63' Deák 67' | (0 – 0) Jegyzőkönyv |       |

| Üllői út, Budapest Nézőszám: 37 000 Játékvezető: Szigeti György (magyar) |

| 28. forduló 1948. április 25. |

| MTK              | 2 – 1               | Ferencváros |
| ---------------- | ------------------- | ----------- |
| Hidegkuti 3' 29' | (2 – 0) Jegyzőkönyv | Deák 84'    |

| Megyeri út, Újpest Nézőszám: 35 000 Játékvezető: Bánkuti Andor (magyar) |

| 29. forduló 1948. május 6. |

| Ferencváros                | 3 – 1               | Kispesti AC          |
| -------------------------- | ------------------- | -------------------- |
| Deák 70' 71' 76' Rudas 72′ | (0 – 1) Jegyzőkönyv | Puskás 43' Budai 72′ |

| Üllői út, Budapest Nézőszám: 30 000 Játékvezető: Dorogi Andor (magyar) |

| 30. forduló 1948. május 9. |

| Salgótarjáni BTC      | 1 – 2               | Ferencváros                    |
| --------------------- | ------------------- | ------------------------------ |
| Vincze 52' Laczkó 55′ | (0 – 1) Jegyzőkönyv | Deák 28' Tihanyi 73' Szabó 55′ |

| Salgótarján Nézőszám: 8 000 Játékvezető: Kamarás Árpád (magyar) |

| 31. forduló 1948. május 30. |

| Ferencváros                          | 5 – 1               | Szolnoki MÁV |
| ------------------------------------ | ------------------- | ------------ |
| Kiss 16' 63' Deák 76' 78' Kocsis 80' | (1 – 1) Jegyzőkönyv | Csősz 22'    |

| Üllői út, Budapest Nézőszám: 12 000 Játékvezető: Szalay Lajos (magyar) |

| 34. forduló 1948. június 27. |

| Csepel SC                                                        | 4 – 3               | Ferencváros                     |
| ---------------------------------------------------------------- | ------------------- | ------------------------------- |
| Marosvári 20' Fenyvesi 22' Szentesi 37' 78′ Pintér 82' Rédei 74′ | (3 – 2) Jegyzőkönyv | Deák 1' 73' Kocsis 3' Lakat 78′ |

| Béke téri stadion, Csepel Nézőszám: 34 000 Játékvezető: Kamarás Árpád (magyar) |

#### Végeredmény
| #  | Csapat               | J  | Gy | D | V  | Rg | Kg | Gk  | P  | Megjegyzés          |
| -- | -------------------- | -- | -- | - | -- | -- | -- | --- | -- | ------------------- |
| 1  | Csepeli Munkás TK    | 32 | 24 | 4 | 4  | 73 | 32 | +41 | 52 | Bajnok              |
| 2  | Vasas SC             | 32 | 22 | 7 | 3  | 76 | 31 | +45 | 51 |                     |
| 3  | Ferencvárosi TC      | 32 | 23 | 4 | 5  | 77 | 39 | +38 | 50 |                     |
| 4  | Kispesti AC          | 32 | 21 | 6 | 5  | 82 | 42 | +40 | 48 |                     |
| 5  | Újpesti TE           | 32 | 18 | 8 | 6  | 83 | 43 | +40 | 44 |                     |
| 6  | MTK                  | 32 | 19 | 4 | 9  | 75 | 36 | +39 | 42 |                     |
| 7  | Szombathelyi Haladás | 32 | 13 | 7 | 12 | 49 | 48 | +1  | 33 |                     |
| 8  | MATEOSZ MSE          | 32 | 11 | 9 | 12 | 42 | 42 | 0   | 31 |                     |
| 9  | Salgótarjáni BTC     | 32 | 10 | 6 | 16 | 32 | 55 | -23 | 26 |                     |
| 10 | Szentlőrinci AC      | 32 | 8  | 9 | 15 | 38 | 63 | -25 | 25 |                     |
| 11 | Győri ETO            | 32 | 11 | 2 | 19 | 47 | 62 | -15 | 24 |                     |
| 12 | Szegedi AK           | 32 | 9  | 6 | 17 | 30 | 55 | -25 | 24 |                     |
| 13 | Elektromos FC        | 32 | 7  | 8 | 17 | 30 | 61 | -31 | 22 | Kiestek az NB II-be |
| 14 | EMTK                 | 32 | 9  | 4 | 19 | 33 | 72 | -39 | 22 | Kiestek az NB II-be |
| 15 | Szolnoki MÁV         | 32 | 8  | 5 | 19 | 33 | 69 | -36 | 21 | Kiestek az NB II-be |
| 16 | Debreceni VSC        | 32 | 8  | 3 | 21 | 37 | 76 | -29 | 19 | Kiestek az NB II-be |
| 17 | MOGÜRT               | 32 | 4  | 2 | 26 | 23 | 34 | -11 | 10 | Visszalépett        |

#### Eredmények összesítése
Az alábbi táblázatban összesítve szerepelnek a Ferencvárosi TC 1947/48-as bajnokságban elért eredményei.
| Ősz/tavasz (forduló)    | Otthon | Otthon | Otthon | Otthon | Otthon | Otthon | Otthon | Idegenben | Idegenben | Idegenben | Idegenben | Idegenben | Idegenben | Idegenben |
| Ősz/tavasz (forduló)    | M      | GY     | D      | V      | LG–KG  | GK     | P      | M         | GY        | D         | V         | LG–KG     | GK        | P         |
| ----------------------- | ------ | ------ | ------ | ------ | ------ | ------ | ------ | --------- | --------- | --------- | --------- | --------- | --------- | --------- |
| Őszi szezon (1–17.)     | 9      | 7      | 1      | 1      | 23–11  | +12    | 15     | 7         | 3         | 2         | 2         | 12–12     | 0         | 8         |
| Tavaszi szezon (18–34.) | 7      | 7      | 0      | 0      | 23–3   | +20    | 14     | 9         | 6         | 1         | 2         | 19–13     | +6        | 13        |
| Összesen (1–34.)        | 16     | 14     | 1      | 1      | 46–14  | +32    | 29     | 16        | 9         | 3         | 4         | 31–25     | +6        | 21        |

### Egyéb mérkőzések
| 1947. július 11. |

| Zidenice | 2 – 2       | Ferencváros |
| -------- | ----------- | ----------- |
|          | Jegyzőkönyv | Szabó Mike  |

| Brno |

| 1947. július 21. |

| Veracruz válogatott | 3 – 2               | Ferencváros |
| ------------------- | ------------------- | ----------- |
|                     | (1 – 1) Jegyzőkönyv | Sárosi Mike |

| Veracruz |

| 1947. július 27. |

| Moctezuma | 1 – 5       | Ferencváros         |
| --------- | ----------- | ------------------- |
|           | Jegyzőkönyv | Csanádi Puskás Mike |

| Mexikóváros |

| 1947. július 31. |

| Atlas | 2 – 2       | Ferencváros     |
| ----- | ----------- | --------------- |
|       | Jegyzőkönyv | Sárosi Mészáros |

| Guadalajara |

| 1947. augusztus 3. |

| Mexikó | 3 – 3       | Ferencváros        |
| ------ | ----------- | ------------------ |
|        | Jegyzőkönyv | Szusza Szabó Lakat |

| Mexikóváros |

| 1947. augusztus 7. |

| Guadalajara | 2 – 1       | Ferencváros |
| ----------- | ----------- | ----------- |
|             | Jegyzőkönyv | Puskás      |

| Guadalajara |

| 1947. augusztus 10. |

| Atalante | 2 – 3       | Ferencváros |
| -------- | ----------- | ----------- |
|          | Jegyzőkönyv | Szusza      |

| Mexikóváros |

| 1947. augusztus 14. |

| Atlas | 4 – 6       | Ferencváros                 |
| ----- | ----------- | --------------------------- |
|       | Jegyzőkönyv | Puskás Szusza Sárosi Gyulai |

| Guadalajara |

| 1947. augusztus 17. |

| Mexikó | 4 – 3       | Ferencváros        |
| ------ | ----------- | ------------------ |
|        | Jegyzőkönyv | Szusza Puskás Mike |

| Guadalajara |

| 1947. augusztus 21. |

| Hungária SFC | 1 – 12      | Ferencváros                              |
| ------------ | ----------- | ---------------------------------------- |
|              | Jegyzőkönyv | Szusza Sárosi Szabó Mészáros Rudas Szőke |

| New York |

| 1947. szeptember 8. |

| Ferencváros | 0 – 2       | Sparta Praha |
| ----------- | ----------- | ------------ |
|             | Jegyzőkönyv |              |

| Üllői út, Budapest |

| 1947. december 8. |

| Ferencváros, MTK vegyes | 2 – 0       | IFK Norrköping |
| ----------------------- | ----------- | -------------- |
| Sárosi Hidegkuti        | Jegyzőkönyv |                |

| Üllői út, Budapest |

| 1948. február 8. |

| Ferencváros | 0 – 0   | Jednota Košice |
| ----------- | ------- | -------------- |
|             | (0 – 0) |                |

| Üllői út, Budapest |

| 1948. március 28. |

| Ferencváros     | 3 – 2 | FC Basel |
| --------------- | ----- | -------- |
| Tihanyi Surányi |       |          |

| Üllői út, Budapest |

| 1948. március 29. |

| Ferencváros | 3 – 2       | Vienna |
| ----------- | ----------- | ------ |
| Kocsis Deák | Jegyzőkönyv |        |

| Üllői út, Budapest |

| 1948. június 6. |

| Rožňava | 6 – 8 | Ferencváros                        |
| ------- | ----- | ---------------------------------- |
|         |       | Szabó Gyetvai Kiss Tihanyi Surányi |

| Rozsnyó |

| 1948. június 12. |

| Slovena Trenčín | 0 – 4       | Ferencváros |
| --------------- | ----------- | ----------- |
|                 | Jegyzőkönyv | Kocsis      |

| Trencsén |

| 1948. június 13. |

| Liptovský Mikuláš | 2 – 6 | Ferencváros        |
| ----------------- | ----- | ------------------ |
|                   |       | Szabó Deák Korányi |

| Liptószentmiklós |

| 1948. június 14. |

| FC Trnava | 1 – 1 | Ferencváros |
| --------- | ----- | ----------- |
|           |       | Kocsis      |

| Nagyszombat |

| 1948. június 17. |

| Jednota Košice | 4 – 1 | Ferencváros |
| -------------- | ----- | ----------- |
|                |       | Kocsis      |

| Kassa |

## Külső hivatkozások
- A csapat hivatalos honlapja (magyarul)
- Az 1947–1948-as szezon menetrendje a tempofradi.hu-n (magyarul)